# Ling Tosite Sigure
Ling tosite Sigure (凛として時雨 Rin Toshite Shigure?, literalmente «Fría lluvia estacional», estilizado como Ling tosite sigure) es una banda japonesa de rock alternativo formada en 2002 en Saitama. Está compuesta por Tōru Kitajima ("TK"), Miyoko Nakamura ("345") y Masatoshi Nakano ("Pierre"). Su estilo es parecido al rock progresivo y post-hardcore, que a menudo incorpora cambios rápidos de tempo y estado de ánimo enmarcados en complejas melodías de guitarra y batería técnica. Utilizan voces masculinas y femeninas que van desde el canto suave a gritos y gritos.

## Biografía

### 2002-2009
Ling Tosite Sigure es una banda de rock formada en 2002 por Toru Kitajima "TK" y Miyoko Nakamura "345",en la que publicaron varios demos (#1, #2, #3, Azayakana Satsujin, Toshite), Pierre Nakano se unió en 2004.Noda MEN se retiró para crear su propia banda.
En 2005, crean su propia discográfica "Nakano Records" y publicaron su primer álbum debut "#4". En 2006 publicó su primer EP "Feeling your UFO". En 2007 publicó su segundo álbum "Inspiration Is DEAD" en la cual este álbum aumentaría la popularidad de la banda en Japón.Aparecieron en el festival de música Countdown y continuaron su gira de forma regular.
En 2008, la banda publicó su primer sencillo "Telecastic fake show" que estuvo en el Oricon el top 20.En julio participaron Fuji Rock Festival y en agosto en el Rising Sun Rock Festival.Después publicó su segundo sencillo "moment a rhythm" en la cual viene un libro de arte de las fotos de TK y pasarían a formar parte de Sony Music Japan.
En 2009 publicó su 3.er álbum "just a moment",en el SPACE SHOWER TV presentaron el video musical de la canción JPOP Xfile.

### 2010-2015
En 2010 la banda publicó su 4.º álbum "still a Sigure virgin?".Después hicieron su gira Virgin Killer hasta inicios de diciembre.
En 2011 TK comenzó a trabajar como solista y publicó su primer DVD "Film a Moment" y Nakano publicó su primer DVD "Chaotic Vibes Drumming Practica".
En 2012 publicó su 3.er sencillo "abnormalize" que es el primer tema de apertura del anime "Psycho-Pass".
En 2013 publicó su 5.º álbum "i'mperfect".luego de publicarlo en Japón firmaron con JPU Records (discográfica europea),también publicaron su álbum en Europa.Miyoko publicó su primer sencillo con la banda Geek Sleep Sheep
En 2014 publicó su 4.º sencillo "Enigmatic Feeling" que es el primer tema de apertura del anime "Psycho-Pass 2"
En 2015 publicó su primer álbum compilatorio "Best of Tornado" que presentaba ediciones remezcladas y remasterizadas de sus canciones anteriores.Hubo 3 lanzamientos diferentes del álbum: la versión regular, con un disco, la edición Tornado que contiene 2 discos; el segundo tiene 11 videos de música, y el Hyper Tornado Edition que contiene 3 discos, el tercero es varias cintas demo y audio de sus presentaciones en vivo.Luego de unas horas publicó su 5.º sencillo "Who What Who What" que es el tema de apertura de la película "Psycho-Pass: The Movie".El 1 de septiembre publicó su 2.º EP "es or s", la edición limitada presentaba un LP de 7 pulgadas, el lado A tocando "SOSOS" y el lado B siendo "Mirror Frustration"
En 2016 Miyoko comenzó a trabajar como solista y publicó su primer EP "tone".

### 2017-2018
En 2017 la banda publicó su sexto sencillo "DIE meets HARD" que es el tema de apertura de la serie de drama Shimokitazawa DIE HARD, el sencillo presenta una canción hecha en colaboración con Koji Nakamura ("DIE meets HARD Koji Nakamura Remix"). La edición limitada vino con 2 discos; uno que contiene 3 canciones y el otro que contiene su video musical "DIE meets HARD" y un pódcast de 15 minutos entre los 3 miembros (titulado como DIE HARD radio).El 17 de noviembre se anunció que sacarian su nuevo álbum
El 14 de febrero de 2018 la banda publicó su sexto álbum "#5" .Este es el primer lanzamiento del álbum de la banda en aproximadamente 5 años. La edición limitada incluyó un DVD con videos musicales de "Chocolate Passion" y "#5", así como una segunda entrega de la radio DIE HARD, que una vez más presenta un podcast entre los tres miembros. Además, una gira nacional (Rin to Shinku Tour 2018 "Five For You") fue anunciada para acompañar el álbum, comenzando el 3 de marzo en Kanazawa Eight Hall, y con una duración de 12 actuaciones en total.
El 21 de noviembre TK lanzó su tercer sencillo "katharsis" que protagonizó el opening número 2 de Tokyo Ghoul:re.

### 2019
Lanzan el sencillo digital "laser beamer", el 18 de abril. Disponible por Itunes. Esta canción va a ser el tema de apertura para la versión teatral de Psycho Pass : Virtue and Vice
Anuncian su nuevo sencillo Neighbormind / laser beamer. Va a ser lanzado el 3 de julio. Según lo anunciado

## Miembros
- Tōru Kitajima ("TK") (23 de diciembre de 1982); voz y guitarra (2002-presente)
- Miyoko Nakamura ("345") (1 de abril de 1983); voz y bajo (2002-presente)
- Masatoshi Nakano ("Pierre") (18 de julio de 1980); batería (2004-presente)

### Antiguos miembros
- Noda MEN (野田メン); batería (2002-2004)

## Discografía

### Álbumes de estudio
- 11.09.2005 #4
- 22.08.2007 Inspiration Is DEAD
- 13.05.2009 just a moment
- 22.09.2010 still a Sigure virgin?
- 10.04.2013 i'mperfect
- 14.02.2018 #5
- 12.04.2023 Last Aurorally

### Álbum recopilatorio
- 14.01.2015 Best of Tornado

### Singles
- 23.04.2008 Telecastic Fake Show
- 24.12.2008 moment a rhythm
- 14.11.2012 abnormalize
- 05.11.2014 Enigmatic Feeling
- 14.01.2015 Who What Who What
- 23.08.2017 DIE meets HARD
- 18.04.2019 laser beamer
- 03.07.2019 Neighbormind / laser beamer

### EP
- 19.07.2006 Feeling your UFO
- 02.09.2015 es or s

### Demos
- ??.?? 2002 #1
- ??.??.2003 #2
- ??.??.2004 #3
- ??.??.2004 Azayakana Satsujin
- ??.??.2005 Toshite